# 睇新聞，講英文
《睇新聞，講英文》是一個電視節目，節目2016年於前稱互動新聞台的無線新聞台首播，並於2021年5月10日播出最後一集。
節目中，主播和褚簡寧互動，首先播出一些人說的話。如果播中文，會教觀眾翻譯成英語；如果播英文，會教觀眾句子的意思，並說明背景。節目完結前，還會運用該詞語或成語造句，令觀眾可以活學活用。

## 前任節目主播
麥詩敏（2019年至2021年）
賴君蕊（2017年至2021年）

## 節目主持
褚簡寧（前明珠台節目主持）

## 已離職前任節目主播
首任：陳嘉倩（2016-2017年）
前任：梁凱寧（2017-2019年）

## 每集主題
| 集數   | 播映日期       | 主題                                                        |
| 2016年 |                |                                                             |
| 1      | 2016年9月19日  | 逢周一、三、五播出                                          |
| 2      | 2016年9月21日  | （官網暫未提供標題）                                        |
| 3      | 2016年9月23日  | （官網暫未提供標題）                                        |
| 4      | 2016年9月26日  | （官網暫未提供標題）                                        |
| 5      | 2016年9月28日  | （官網暫未提供標題）                                        |
| 6      | 2016年9月30日  | （官網暫未提供標題）                                        |
| 7      | 2016年10月3日  | （官網暫未提供標題）                                        |
| 8      | 2016年10月5日  | （官網暫未提供標題）                                        |
| 9      | 2016年10月7日  | （官網暫未提供標題）                                        |
| 10     | 2016年10月10日 | （官網暫未提供標題）                                        |
| 11     | 2016年10月12日 | 張德江說大家一起「埋單」，英文怎說？                        |
| 12     | 2016年10月14日 | 梁振英說「粒粒皆辛苦」英文怎說？                            |
| 13     | 2016年10月17日 | 「唱反調」英文怎說？                                        |
| 14     | 2016年10月19日 | 共和黨老布殊撐民主黨希拉里？                                |
| 15     | 2016年10月21日 | 今集講「摸底」                                              |
| 16     | 2016年10月24日 | 大、小災難的不同說法                                        |
| 17     | 2016年10月26日 | 今集講潘基文讚繼任人勤力                                    |
| 18     | 2016年10月28日 | 內塔尼亞胡不喜歡去camp？                                    |
| 19     | 2016年10月31日 | 「唧牙膏式」的回應，英文怎說？                              |
| 20     | 2016年11月2日  | 今集講特朗普的「更衣室談話」                                |
| 21     | 2016年11月4日  | 特朗普稱是「政治抹黑的受害者」                              |
| 22     | 2016年11月7日  | 中國太空人英文怎樣說？                                      |
| 23     | 2016年11月9日  | 奧巴馬怎麼說特朗普「發牢騷」？                              |
| 24     | 2016年11月11日 | 希拉里為何罵特朗普流「鱷魚淚」？                            |
| 25     | 2016年11月14日 | 林鄭說「睜眼睛說謊話」，為何與牙齒有關？                    |
| 26     | 2016年11月16日 | 美國的「危急關頭」跟賭注有關？                              |
| 27     | 2016年11月18日 | 今集講「hea做」                                             |
| 28     | 2016年11月23日 | 梁振英網誌稱「責無旁貸」，英文怎說？                        |
| 29     | 2016年11月25日 | 曾俊華胡國興談參選特首 玩轉莎翁名句                         |
| 30     | 2016年11月28日 | 美國選民擔心成全球「笑柄」，英文怎說？                      |
| 31     | 2016年11月30日 | 美國與菲律賓關係為何與「鐵」有關？                          |
| 32     | 2016年12月2日  | 傘兵降落跟美國政權交接有關？                                |
| 33     | 2016年12月5日  | 朱凱廸口中的「欺善怕惡」，英文怎說？                        |
| 34     | 2016年12月7日  | 美國人不滿特朗普當選，為何與泡沫有關？                      |
| 35     | 2016年12月9日  | 田北辰講金鐘站放工「水洩不通」，英文怎說？                  |
| 36     | 2016年12月12日 | 紐約市長講俚語，「空談不如實踐」                            |
| 37     | 2016年12月14日 | 除了SUPPORT，「支持你」英文還可以怎麼說？                   |
| 38     | 2016年12月16日 | 特朗普指防長人選「真材實料」英文怎說？                      |
| 39     | 2016年12月19日 | 退休法官胡國興講「藐視法庭」                                |
| 40     | 2016年12月21日 | 「Landslide」除解山泥傾瀉外，還可怎麼用？                   |
| 41     | 2016年12月23日 | 除了Joke，「開玩笑」英文還可怎說？                          |
| 42     | 2016年12月26日 | 奧巴馬怎樣讚聯合國是世界秩序的「關鍵部分」                  |
| 43     | 2016年12月28日 | 張宇人形容行政會議為「熱廚房」，英文怎說？                  |
| 44     | 2016年12月30日 | 「橄欖枝」為何與釋出善意有關？                              |
| 2017年 |                |                                                             |
| 45     | 2017年1月2日   | 今集談談「臭名遠播」                                        |
| 46     | 2017年1月4日   | 王毅稱破壞一中原則如「搬石頭砸自己腳」，英文怎說？          |
| 47     | 2017年1月6日   | 「on a wing and a prayer」是甚麼意思？                      |
| 48     | 2017年1月9日   | 奧巴馬政府是「跛腳鴨」？                                    |
| 49     | 2017年1月11日  | 「檢控」與「迫害」英文說法易混淆                            |
| 50     | 2017年1月13日  | 奧巴馬希望普京「收手」， 英文怎說 ？                        |
| 51     | 2017年1月16日  | 「看守政府」英文怎說？                                      |
| 52     | 2017年1月18日  | 葉劉淑儀如何用「緊身衣」的英文講民主發展？                  |
| 53     | 2017年1月20日  | 聯合國形容難民潮「看不見盡頭」，英文怎說？                  |
| 54     | 2017年1月23日  | 「靈丹妙藥」的英文跟希臘女神有甚麼關係                      |
| 55     | 2017年1月25日  | 鄭宇碩指現時是民主運動「low tide」                          |
| 56     | 2017年1月27日  | jaywalker為何是指亂過馬路的人？                             |
| 57     | 2017年1月30日  | 奧巴馬冀「無縫交接」政權                                    |
| 58     | 2017年2月1日   | 「踢罐頭」英文=「拖字闕」？                                 |
| 59     | 2017年2月3日   | 「生意低迷」英文怎說？                                      |
| 60     | 2017年2月6日   | 林鄭月娥說參選特首是tall order，甚麼意思？                  |
| 61     | 2017年2月8日   | 為何rubber stamp「橡皮圖章」，帶有貶義？                    |
| 62     | 2017年2月10日  | 梅麗史翠普為何說新聞界應call them on the carpet？           |
| 63     | 2017年2月13日  | 特朗普指有傳媒發布「phony stuff」，甚麼意思？               |
| 64     | 2017年2月15日  | 特朗普指奧巴馬醫改會「塌樓」？                              |
| 65     | 2017年2月17日  | 「魚與熊掌兼得」英文怎說？                                  |
| 66     | 2017年2月20日  | 曾俊華談重推「八三一」時，為何指「撼頭埋牆」？              |
| 67     | 2017年2月22日  | 美國廢除醫改為何與地毯有關？                                |
| 68     | 2017年2月24日  | 「一竹篙打一船人」英文怎說？                                |
| 69     | 2017年2月27日  | 盛智文為何形容全世界「topsy turvy」？                       |
| 70     | 2017年3月1日   | 「群情洶湧」英文怎表達？                                    |
| 71     | 2017年3月3日   | 「in the pipeline」真正含意是甚麼？                         |
| 72     | 2017年3月6日   | 英文「如出一轍」與「布匹」有何關係？                        |
| 73     | 2017年3月8日   | 「kicking in the shin」，甚麼意思？                         |
| 74     | 2017年3月10日  | 迪士尼上年度業績「in the red」，即是賺或蝕？                |
| 75     | 2017年3月13日  | 「競選政綱」與「競選宣言」，英文有何分別？                  |
| 76     | 2017年3月15日  | 「胡說八道」，英文怎說？                                    |
| 77     | 2017年3月17日  | 倫敦市長為何希望倫敦成為西方國家的「明燈」？                |
| 78     | 2017年3月20日  | 「roller-coaster ride」除了過山車，還可形容甚麼？           |
| 79     | 2017年3月22日  | 警察「有膊頭」跟政府有甚麼關係？                            |
| 80     | 2017年3月24日  | 「吃不到的葡萄是酸的」英文怎說？                            |
| 81     | 2017年3月27日  | 英文「坐牢」與酒吧有關聯？                                  |
| 82     | 2017年3月29日  | 林鄭月娥除了「好打得」，還有「soft spot」？                 |
| 83     | 2017年3月31日  | 特朗普指控奧巴馬竊聽，英文怎說？                            |
| 84     | 2017年4月3日   | 面對批評，陳茂波為何「把手放在心上」？                      |
| 85     | 2017年4月5日   | 葉劉淑儀稱不會「go quietly into the night」，甚麼意思？     |
| 86     | 2017年4月7日   | 朴槿惠遭罷免 英文怎表達？                                   |
| 87     | 2017年4月10日  | 曾俊華為何喜歡「將話寫在隧道牆上」？                        |
| 88     | 2017年4月12日  | 白宮指美國是南韓的「steadfast ally」，甚麼意思？            |
| 89     | 2017年4月14日  | 特朗普批法官司法越權，英文怎講？                            |
| 90     | 2017年4月17日  | 林煥光說「Rock the boat」有甚麼意思？                       |
| 91     | 2017年4月19日  | 不會被恐怖主義嚇倒與「cow」有甚麼關係？                     |
| 92     | 2017年4月21日  | 湯家驊稱特首選舉「塵埃落定」，英文怎說？                    |
| 93     | 2017年4月24日  | 曾俊華稱要感謝「unsung heroes」，是甚麼英雄？               |
| 94     | 2017年4月26日  | 「找你算帳」英文怎說？                                      |
| 95     | 2017年4月28日  | 怎樣形容一個人「有料到」？                                  |
| 96     | 2017年5月1日   | 林煥光提及「honest brokers」，怎樣調解分歧？                |
| 97     | 2017年5月3日   | 英文「眨眼」與馬朝外交風波有何關係？                        |
| 98     | 2017年5月5日   | 「修補社會撕裂」，英文怎說？                                |
| 99     | 2017年5月8日   | 林鄭月娥有「死穴」？                                        |
| 100    | 2017年5月10日  | 英文「頸痛」與麻煩有何關聯？                                |
| 101    | 2017年5月12日  | 花冤枉錢「賠了夫人又折兵」英文怎說？                        |
| 102    | 2017年5月15日  | 夏佳理認為梁振英要「carry the can」，點解？                 |
| 103    | 2017年5月17日  | 林鄭月娥說香港「at the crossroads」甚麼意思？               |
| 104    | 2017年5月19日  | 奧巴馬呼籲年輕人「take their own crack」有何意思？          |
| 105    | 2017年5月22日  | 特朗普為何讚金正恩是「smart cookie」？                      |
| 106    | 2017年5月24日  | 「殺雞儆猴」英文點講？                                      |
| 107    | 2017年5月26日  | 林鄭月娥怎樣讚陳國基勝任特首辦主任？                        |
| 108    | 2017年5月29日  | 點解「smoking gun」意思是證據確鑿？                         |
| 109    | 2017年5月31日  | 「AA制」英文怎說？                                          |
| 110    | 2017年6月2日   | 陳美齡指香港推行雙語教學是「catch-22」，甚麼意思？          |
| 111    | 2017年6月5日   | 梁振英指香港面對機遇不會「sitting on its hands」            |
| 112    | 2017年6月7日   | 特朗普怎樣批評科米「嘩眾取寵」？                            |
| 113    | 2017年6月9日   | 梁振英被指moonlighting，是甚麼意思？                        |
| 114    | 2017年6月12日  | 為甚麼特朗普說自己被witch hunt？                            |
| 115    | 2017年6月14日  | 梁振英找周浩鼎是clandestine manner？                        |
| 116    | 2017年6月16日  | 美法總統握手是white knuckle situation？                     |
| 117    | 2017年6月19日  | 梁家傑指張德江將「桌子扭轉」，甚麼意思？                    |
| 118    | 2017年6月21日  | 「沉重打擊」英文怎樣表達？                                  |
| 119    | 2017年6月23日  | 特朗普形容外訪行程hit a home run，甚麼意思？                |
| 120    | 2017年6月26日  | 點解有美食車未開業已「食塵」？                              |
| 121    | 2017年6月28日  | 「炒冷飯」英文怎說？                                        |
| 122    | 2017年6月30日  | 何猷龍說加強賭場保安會buckle down，甚麼意思？               |
| 123    | 2017年7月3日   | 點解英媒形容文翠珊是Dead woman walking？                    |
| 124    | 2017年7月5日   | 美國司法部長指自己沒有「Stonewalling」，甚麼意思？          |
| 125    | 2017年7月7日   | 胡漢清指WRONG FOOT是「錯腳」的意思？                        |
| 126    | 2017年7月10日  | 「竭盡全力」調查倫敦住宅大火，英文怎樣形容？                |
| 127    | 2017年7月12日  | 奧巴馬醫保「in a tailspin」，甚麼意思？                     |
| 128    | 2017年7月14日  | 袁國強澄清自己的健康狀況，英文怎說？                        |
| 129    | 2017年7月17日  | 「披著羊皮的狼」英文怎說？                                  |
| 130    | 2017年7月19日  | 「搖錢樹」英文怎樣形容？                                    |
| 131    | 2017年7月21日  | 為何指林鄭月娥a new broom sweeps clean？                    |
| 132    | 2017年7月24日  | Elephant in the room與政改有何關係？                        |
| 133    | 2017年7月26日  | 為何白宮幕僚長指俄羅斯get off the hook？                    |
| 134    | 2017年7月28日  | 「粉飾太平」英文怎說？                                      |
| 135    | 2017年7月31日  | 楊岳橋指The ball is in your court，甚麼意思？               |
| 136    | 2017年8月2日   | 「鳥兒」、「蜜蜂」與房屋發展有何關係？                      |
| 137    | 2017年8月4日   | 報章怎樣形容政府「有志者高鐵可成」？                        |
| 138    | 2017年8月7日   | 貨櫃碼頭上蓋建屋「not all at sea」，甚麼意思？              |
| 139    | 2017年8月9日   | 特朗普稱不會承擔「醫保」責任，英文怎說？                    |
| 140    | 2017年8月11日  | 白宮發言人因「too many cooks in the kitchen」辭職，點解？   |
| 141    | 2017年8月14日  | 特朗普想營造公平競爭環境，英文怎說？                        |
| 142    | 2017年8月16日  | 有報道指中美貿易關係要「two-way street」，甚麼意思？        |
| 143    | 2017年8月18日  | 「四面楚歌」英文如何表達？                                  |
| 144    | 2017年8月21日  | 美國共和黨領袖形容奧巴馬醫保費如「火箭一飛沖天」？          |
| 145    | 2017年8月23日  | 毛孟靜指一地兩檢不是fait accompli，甚麼意思？               |
| 146    | 2017年8月25日  | 「循序漸進」的英文為何與嬰兒行路有關？                      |
| 147    | 2017年8月28日  | 「一地兩檢」英文怎說？                                      |
| 148    | 2017年8月30日  | 葉劉淑儀指「一地兩檢」若要成功，保安要「fail-safe」？       |
| 149    | 2017年9月1日   | 特朗普對北韓「加大賭注」，英文怎演繹？                      |
| 150    | 2017年9月4日   | 「影子學生」英文是否shadow students？                       |
| 151    | 2017年9月6日   | 「冰山一角」，英文怎說？                                    |
| 152    | 2017年9月8日   | 加拿大婦人丟失的戒指為何與「紅蘿蔔」有關？                  |
| 153    | 2017年9月11日  | 北韓屢射導彈是「play chicken」遊戲？                        |
| 154    | 2017年9月13日  | 反特朗普的人說不要「down in the dumps」，甚麼意思？         |
| 155    | 2017年9月15日  | 「做政治秀」，英文怎說？                                    |
| 156    | 2017年9月18日  | 「禍不單行」，英文點講？                                    |
| 157    | 2017年9月20日  | 美國指各國共同努力，對北韓制裁有「glimmers of hope」？      |
| 158    | 2017年9月22日  | 外界向北韓施壓與「狗吠」有甚麼關係？                        |
| 159    | 2017年9月25日  | 「難以置信」英文與乞丐有甚麼關係？                          |
| 160    | 2017年9月27日  | 江樂士指袁國強會「give them very short shrift」，甚麼意思？ |
| 161    | 2017年9月29日  | 美國指北韓仍有「轉彎餘地」？                                |
| 162    | 2017年10月2日  | 美國國防部長形容日本人「左閃右避」北韓導彈，英文怎說？      |
| 163    | 2017年10月4日  | 「Fertile ground」與洛杉磯辦奧運有何關係？                  |
| 164    | 2017年10月6日  | Upcycle跟downcycle有甚麼分別？                              |
| 165    | 2017年10月9日  | 有報章指墨西哥地震「似曾相識」，點解？                      |
| 166    | 2017年10月11日 | 中國「water down」安理會北韓決議，甚麼意思？                |
| 167    | 2017年10月13日 | 李國章指香港學生可以「做得更好」？                          |
| 168    | 2017年10月16日 | 林鄭月娥說做特首要有「膊頭」，英文怎說？                    |
| 169    | 2017年10月18日 | 為何李國章指彭定康的說話是「pinch of salt」？               |
| 170    | 2017年10月20日 | 美國有參議員指「特朗普醫保」是healthcare lemon，甚麼意思？  |
| 171    | 2017年10月23日 | 為何李國章指彭定康的說話是「pinch of salt」？               |
| 172    | 2017年10月25日 | 有報道形容港鐵二月縱火案是「Burning question」，點解？      |
| 173    | 2017年10月27日 | 特朗普和金正恩為何與「卡通城」有關？                        |
| 174    | 2017年10月30日 | 「覆水難收」，英文怎說？                                    |
| 175    | 2017年11月1日  | 「ring a bell」與手機解鎖有何關連？                         |
| 176    | 2017年11月3日  | 「moron」與「idiot」均解作「白痴」，有何分別？              |
| 177    | 2017年11月6日  | 「胡言亂語」，英文怎說？                                    |
| 178    | 2017年11月8日  | 風災令美國財政預算「out of whack」，甚麼意思？              |
| 179    | 2017年11月10日 | 女航天員王亞平勉勵香港年輕人「碰星星」，點解？              |
| 180    | 2017年11月13日 | 為何林鄭月娥形容自己為「doer」？                            |
| 181    | 2017年11月15日 | 為何英國工黨指保守黨政府現況「begin to bite」？             |
| 182    | 2017年11月17日 | 西班牙政府拒與加泰對話，除非「toe the line」，點解？        |
| 183    | 2017年11月20日 | 葉劉淑儀冀防止分離主義擴散，英文怎演繹？                    |
| 184    | 2017年11月22日 | 為何有報章指特朗普「面皮薄」？                              |
| 185    | 2017年11月24日 | 特朗普為何形容共和黨資深議員是「捉狗員」？                  |
| 186    | 2017年11月27日 | 「無料到」 英文點講？                                       |
| 187    | 2017年11月29日 | 「得個講字」英文怎說？                                      |
| 188    | 2017年12月1日  | 「噓」英文怎表達？                                          |
| 189    | 2017年12月4日  | 灣仔藍屋「against all odds」甚麼意思？                      |
| 190    | 2017年12月6日  | 特朗普談中美貿易為何提到「屋頂」？                          |
| 191    | 2017年12月8日  | 解除芝士禁令就「cheesed off」？                             |
| 192    | 2017年12月11日 | 「brain drain」與「brain gain」有何分別？                   |
| 193    | 2017年12月13日 | 話人「潛水」英文怎說？                                      |
| 194    | 2017年12月15日 | 美國撤銷狩獵禁令為何觸發「連鎖反應」？                      |
| 195    | 2017年12月18日 | 被人「搾乾搾淨」，英文怎說？                                |
| 196    | 2017年12月20日 | 美食車為何「hard to stomach」？                             |
| 197    | 2017年12月22日 | 國際局勢與「螺栓和螺帽」有何關係？                          |
| 198    | 2017年12月25日 | 美國優先政策點解同「陪審團」有關？                          |
| 199    | 2017年12月27日 | 「拖拖拉拉」英文怎說？                                      |
| 200    | 2017年12月29日 | 追討被撤銷議員薪津與「讓狗睡覺」有何關係？                  |
| 2018年 |                |                                                             |
| 201    | 2018年1月1日   | 英國哈里王子愛上梅根 點解同「星星」有關？                   |
| 202    | 2018年1月3日   | 「袖手旁觀」英文怎說？                                      |
| 203    | 2018年1月5日   | 賊人「犯案模式」怎樣形容？                                  |
| 204    | 2018年1月8日   | 哈里談亡母與未婚妻關係 為何與賊有關？                       |
| 205    | 2018年1月10日  | 英國脫歐與「車軚」有何關係？                                |
| 206    | 2018年1月12日  | 特朗普減稅計劃點解令「肥貓」受惠？                          |
| 207    | 2018年1月15日  | 為何以「忌廉」形容大師級人馬？                              |
| 208    | 2018年1月17日  | 「一分錢一分貨」英文怎說？                                  |
| 209    | 2018年1月19日  | 「化妝舞會面具」為何與金正恩有關？                          |
| 210    | 2018年1月22日  | 特朗普怎樣形容與金正恩關係？                                |
| 211    | 2018年1月24日  | 除用「shocked」形容震驚，還可怎說？                         |
| 212    | 2018年1月26日  | 「寢食難安」英文怎說？                                      |
| 213    | 2018年1月29日  | 英國脫歐首階段談判屬compromise？                            |
| 214    | 2018年1月31日  | 「局勢不利」為何與撲克有關？                                |
| 215    | 2018年2月2日   | 「飲管」與「稻草」有甚麼關係？                              |
| 216    | 2018年2月5日   | 除用「retire」形容退休，可以點講？                          |
| 217    | 2018年2月7日   | 「火雞」跟戒煙有甚麼關係？                                  |
| 218    | 2018年2月9日   | 話人「刷鞋」英文點講？                                      |
| 219    | 2018年2月12日  | 「捉到正」英文怎說？                                        |
| 220    | 2018年2月14日  | Rosy除了形容玫瑰花 還有甚麼意思？                           |
| 221    | 2018年2月16日  | 「總有出頭天」英文怎說？                                    |
| 222    | 2018年2月19日  | 「雷聲大雨點小」英文點講？                                  |
| 223    | 2018年2月21日  | 陳德霖提到「結晶」與市場風險有甚麼關係？                    |
| 224    | 2018年2月23日  | 「暢所欲言」與胸口有何關係？                                |
| 225    | 2018年2月26日  | 「鬆糕鞋」為何與美韓關係有關？                              |
| 226    | 2018年2月28日  | 千載難逢為何同「藍月」有關？                                |
| 227    | 2018年3月2日   | 「岌岌可危」英文怎說？                                      |
| 228    | 2018年3月5日   | 金坐廁與「薯仔」有何關係？                                  |
| 229    | 2018年3月7日   | 「中環西環行埋」為何與佛洛伊德有關？                        |
| 230    | 2018年3月9日   | 北韓或美國為何與「流鼻血」有關？                            |
| 231    | 2018年3月12日  | 睇餐牌「散叫」英文怎說？                                    |
| 232    | 2018年3月14日  | 「打嗝」點解同炸雞連鎖店無雞食有關？                        |
| 233    | 2018年3月16日  | 「插贓嫁禍」英文怎說？                                      |
| 234    | 2018年3月19日  | 美國前官員拒答眾議院問題又關「打防守球」事？                |
| 235    | 2018年3月21日  | Brownie解作朱古力蛋糕外還可形容甚麼？                       |
| 236    | 2018年3月23日  | 「咬牙切齒」英文點講？                                      |
| 237    | 2018年3月26日  | 已故女權運動領袖為何「嬲到翻生」？                          |
| 238    | 2018年3月28日  | 「坐以待斃」英文怎說？                                      |
| 239    | 2018年3月30日  | 「Packing heat」點解關美國槍管事？                          |
| 240    | 2018年4月2日   | 「櫻桃」與脫歐有何關係？                                    |
| 271    | 2018年4月4日   | 睇戲睇著「爛片」英文怎說？                                  |
| 272    | 2018年4月6日   | 特朗普社交網站罵人要起「後腳」？                            |
| 273    | 2018年4月9日   | 「定啲嚟，唔好驚」英文怎說？                                |
| 274    | 2018年4月11日  | 「焦土政策」與立法會補選有何關係？                          |
| 275    | 2018年4月13日  | 「不歡而散」英文怎說？                                      |
| 276    | 2018年4月16日  | 「煲蓋」為何與保守秘密有關？                                |
| 277    | 2018年4月18日  | 點解要用「En masse」形容鯨魚擱淺？                          |
| 278    | 2018年4月20日  | 「你做初一，我做十五」英文點講？                            |
| 279    | 2018年4月23日  | 「因小失大」與英鎊有何關係？                                |
| 280    | 2018年4月25日  | 「亂咁開槍」英文點講？                                      |
| 281    | 2018年4月27日  | 「打波」可解決朝鮮半島無核化問題？                          |
| 282    | 2018年4月30日  | 促進經濟與「做大個餅」有何關係？                            |
| 283    | 2018年5月2日   | 點解連環殺手要叫做「Jack」？                                |
| 284    | 2018年5月4日   | 「軟硬兼施」英文點講？                                      |
| 285    | 2018年5月7日   | 「視而不見」、「聽而不聞」英文怎說？                        |
| 286    | 2018年5月9日   | 「煲湯」為何與特朗普有關？                                  |
| 287    | 2018年5月11日  | 「稻草人」點解會「歪曲原意」？                              |
| 288    | 2018年5月14日  | 「捉襟見肘」英文怎說？                                      |
| 289    | 2018年5月16日  | 英文「24／7」是否日期咁簡單？                               |
| 290    | 2018年5月18日  | 「佔上風」英文點講？                                        |
| 291    | 2018年5月21日  | 同美國談貿易發展點解要「敲門」？                            |
| 292    | 2018年5月23日  | 玩弄於股掌之間，英文怎說？                                  |
| 293    | 2018年5月25日  | 俄羅斯遭美國制裁 印度為何「殃及池魚」？                     |
| 294    | 2018年5月28日  | 「上下顎」為何與貿易戰有關？                                |
| 295    | 2018年5月30日  | 「有碗話碗，有碟話碟」英文怎說？                            |
| 296    | 2018年6月1日   | 叫人「你睇吓」，點解同蜜蜂有關？                            |
| 297    | 2018年6月4日   | Tesla行政總裁為何以「骨頭」形容分析員問題？                 |
| 298    | 2018年6月6日   | 英文「星星眼」，究竟甚麼意思？                              |
| 299    | 2018年6月8日   | 「烏紗不保」英文點講？                                      |
| 300    | 2018年6月11日  | 「因小失大」英文怎說？                                      |
| 301    | 2018年6月13日  | 「香腸」為何是懦夫？                                        |
| 302    | 2018年6月15日  | 裁員點解同「執房」有關？                                    |
| 303    | 2018年6月18日  | 為何以「曲奇餅模」形容北韓棄核協議？                        |
| 304    | 2018年6月20日  | 「打鼓」與南海航行自由有何關係？                            |
| 305    | 2018年6月22日  | 除「popular」外 還可怎形容受歡迎？                          |
| 306    | 2018年6月25日  | 中美「政治遊戲」 能否再次和平合作？                         |
| 307    | 2018年6月27日  | 「沙發試鏡」與荷李活性侵事件有何關係？                      |
| 308    | 2018年6月29日  | 「彈簧」點解與馬德里機場有關？                              |
| 309    | 2018年7月2日   | 「紮馬」準備開戰，英文怎說？                                |
| 310    | 2018年7月4日   | 「畫蛇添足」，英文怎說？                                    |
| 311    | 2018年7月6日   | 膝蓋與「本能反應」有何關係？                                |
| 312    | 2018年7月9日   | 「缺乏經驗」為何與耳朵有關？                                |
| 313    | 2018年7月11日  | 「大海中一滴水」點解與樓價有關？                            |
| 314    | 2018年7月13日  | 「替死鬼」英文怎說？                                        |
| 315    | 2018年7月16日  | 「紅鯡魚」點解可以轉移視線？                                |
| 316    | 2018年7月18日  | 有人「吹哨子」就可揭發紅磡站剪鋼筋事件？                    |
| 317    | 2018年7月20日  | 「背對背」式開會是甚麼意思？                                |
| 318    | 2018年7月23日  | 「自作聰明」點解會「可愛」？                                |
| 319    | 2018年7月25日  | 泰軍洞穴救少足隊員又關「D-Day」事？                         |
| 320    | 2018年7月27日  | 「繁文縟節」英文怎說？                                      |
| 321    | 2018年7月30日  | 「俾人搶鏡」，英文點講？                                    |
| 322    | 2018年8月1日   | 英國前外相約翰遜點解為「鯁喉」辭職？                        |
| 323    | 2018年8月3日   | 「堅定立場」點解要被四方框圍住？                            |
| 324    | 2018年8月6日   | 特朗普訪英後留下甚麼「餘波」？                              |
| 325    | 2018年8月8日   | 嘗試理解難明的事點解要「包住個頭」？                        |
| 326    | 2018年8月10日  | 美國媒體為何每年都要「燒」總統 ？                           |
| 327    | 2018年8月13日  | 特朗普為何被指將情報機構「推入火坑」？                      |
| 328    | 2018年8月15日  | Grey market是否灰色市場咁簡單？                             |
| 329    | 2018年8月17日  | 「孤注一擲」英文點講？                                      |
| 330    | 2018年8月20日  | 「做好準備」又關「腳趾」事？                                |
| 331    | 2018年8月22日  | 「寶刀未老」，英文點講？                                    |
| 332    | 2018年8月24日  | 點解干預美國選舉成本「相當便宜」？                          |
| 333    | 2018年8月27日  | 「Jam」除解作果醬或塞車，還有甚麼意思？                     |
| 334    | 2018年8月29日  | 「被蒙在鼓裡」，英文怎說？                                  |
| 335    | 2018年8月31日  | 挑戰極限與「信封」有何關係？                                |
| 336    | 2018年9月3日   | 「死清光」與渡渡鳥有何關係？                                |
| 337    | 2018年9月5日   | 立法會通過議案又關「海龜」事？                              |
| 338    | 2018年9月7日   | 航空公司改名風波為何與《1984》有關？                        |
| 339    | 2018年9月10日  | 「轉捩點」英文怎說？                                        |
| 340    | 2018年9月12日  | 「臨時縮沙」英文點講？                                      |
| 341    | 2018年9月14日  | 「擊中盒子」就可達成所有目標？                              |
| 342    | 2018年9月17日  | 「鬆了的螺絲」點解用來形容「神經病」？                      |
| 343    | 2018年9月19日  | 為何「腰帶」可以形容經驗豐富？                              |
| 344    | 2018年9月21日  | 「對一磚一瓦瞭如指掌」英文點講？                            |
| 345    | 2018年9月24日  | 「覆水難收」同燈神有咩關係？                                |
| 346    | 2018年9月26日  | 形容特朗普係「不受歡迎人物」，英文怎說？                    |
| 347    | 2018年9月28日  | 點解愛瑪史東參演英國宮廷劇會「格格不入」？                  |
| 348    | 2018年10月1日  | 颶風來襲 美國政府點解仲「雙手放甲板」？                     |
| 349    | 2018年10月3日  | 為何特朗普常為自己「拍背」？                                |
| 350    | 2018年10月5日  | 「時光倒流」英文怎說？                                      |
| 351    | 2018年10月8日  | 「將垃圾掃入地毯底」點解與醜聞有關？                        |
| 352    | 2018年10月10日 | 特朗普怎樣形容民主黨玩弄政治手法？                          |
| 353    | 2018年10月12日 | 將罪名歸咎他人要用「釘」？                                  |
| 354    | 2018年10月15日 | 「蛇齋餅糉」，英文怎說？                                    |
| 355    | 2018年10月17日 | 點解高鐵「夾住航空公司翅膀」？                              |
| 356    | 2018年10月19日 | 被人遺忘的長者為何會「掉進裂縫」？                          |
| 357    | 2018年10月22日 | 「塞翁失馬，焉知非福」，英文怎說？                          |
| 358    | 2018年10月24日 | 「雛菊」為何與死亡有關？                                    |
| 359    | 2018年10月26日 | 「蜜蜂」點解要「勇往直前」？                                |
| 360    | 2018年10月29日 | 愛得「頭昏腦脹」，英文怎樣形容？                            |
| 361    | 2018年10月31日 | 公私合營發展土地與「牙痛」有何關係？                        |
| 362    | 2018年11月2日  | 「有改善空間」，英文怎演繹？                                |
| 363    | 2018年11月5日  | 「不思進取，吃老本」，英文點講？                            |
| 364    | 2018年11月7日  | 「美夢破碎」為何與肥皂泡有關？                              |
| 365    | 2018年11月9日  | 美國大法官捲入性侵醜聞，人生「被撕碎」？                    |
| 366    | 2018年11月12日 | 「朝令夕改」，英文怎說？                                    |
| 367    | 2018年11月14日 | 為甚麼尊重別人要「脫掉帽子」？                              |
| 368    | 2018年11月16日 | 亞馬遜大幅提升最低工資「震撼世界」？                        |
| 369    | 2018年11月19日 | 澳洲新移民政策為何需與社區「戴手套」？                      |
| 370    | 2018年11月21日 | 「堅定不移」英文怎說？                                      |
| 371    | 2018年11月23日 | 「跌在路邊」點解等於「半途而廢」？                          |
| 372    | 2018年11月26日 | 英文怎形容一個人「周圍亂花錢」？                            |
| 373    | 2018年11月28日 | 法國總統講英文好「失禮」？                                  |
| 374    | 2018年11月30日 | 「熊」與「水果」走在一起會變成點？                          |
| 375    | 2018年12月3日  | 榴槤令人「起雞皮」，英文點講？                              |
| 376    | 2018年12月5日  | 有人想藉「通俄門」調查「絆倒」特朗普？                      |
| 377    | 2018年12月7日  | 「衣領」為何與「憤怒」有關？                                |
| 378    | 2018年12月10日 | 「千篇一律」，英文點講？                                    |
| 379    | 2018年12月12日 | 菲律賓總統怎樣形容中菲關係「突飛猛進」？                    |
| 380    | 2018年12月14日 | 特朗普如何將美國變成「香蕉共和國」？                        |
| 381    | 2018年12月17日 | 英文怎形容「近在咫尺」？                                    |
| 382    | 2018年12月19日 | 「逃之夭夭」為何與「蘇格蘭人」有關？                        |
| 383    | 2018年12月21日 | 「手下留情」英文點講？                                      |
| 384    | 2018年12月24日 | 說別人「太誇張」，怎樣形容？                                |
| 385    | 2018年12月26日 | 特朗普與誰談老布殊離世消息時感「掃興」？                    |
| 386    | 2018年12月28日 | 「提升水平」與「健身桿」有何關係？                          |
| 387    | 2018年12月31日 | 笑話的「笑位」，英文點講？                                  |
| 2019年 |                |                                                             |
| 388    | 2019年1月2日   | 為何「骨頭」可形容「赤裸的真相」？                          |
| 389    | 2019年1月4日   | 「唔見波子」等於「失去理智」？                              |
| 390    | 2019年1月7日   | 網絡紅人「Blackfishing」，為何惹爭議？                      |
| 391    | 2019年1月9日   | 「身處下風」，英文怎說？                                    |
| 392    | 2019年1月11日  | 報章指港人菲律賓藏毒是「被屈」，英文點講？                  |
| 393    | 2019年1月14日  | 游泳與「失去理性」有何關聯？                                |
| 394    | 2019年1月16日  | 英國脫歐前景未明被批引發混亂，英文怎形容？                  |
| 395    | 2019年1月18日  | 點解「手袋」變成文翠珊「鬧人武器」？                        |
| 396    | 2019年1月21日  | 「掩口費」英文怎說？                                        |
| 397    | 2019年1月23日  | 「上綱上線」有小事化大意思，英文點講？                      |
| 398    | 2019年1月25日  | 點解毛孟靜話政府「無嘢搵嘢嚟做」？                          |
| 399    | 2019年1月28日  | 特朗普為何說以「射擊」解決政府停擺？                        |
| 400    | 2019年1月30日  | 為何用「方塊一」形容「還原基本步」？                        |
| 401    | 2019年2月1日   | 為何達成共識要出動「錘子」？                                |
| 402    | 2019年2月4日   | 「落你面」，英文點講？                                      |
| 403    | 2019年2月6日   | 「胡亂購物」與豬有甚麼關係？                                |
| 404    | 2019年2月8日   | 豬會飛，真的是「天方夜譚」？                                |
| 405    | 2019年2月11日  | 卡舒吉遇害與「紅線」有何關連？                              |
| 406    | 2019年2月13日  | 「Uncle Sam」為何解作美國政府？                             |
| 407    | 2019年2月15日  | 「發脾氣」英文怎說？                                        |
| 408    | 2019年2月18日  | 美國政府局部停擺為何與「賭注」有關？                        |
| 409    | 2019年2月20日  | 醜聞點解會同「門」扯上關係？                                |
| 410    | 2019年2月22日  | 「香蕉」點解可以形容情緒失控？                              |
| 411    | 2019年2月25日  | 哪種水果可形容「害群之馬」？                                |
| 412    | 2019年2月27日  | 全球經濟流向中國市場為何會「增摩擦力」？                    |
| 413    | 2019年3月1日   | 話人「多管閒事」，英文點講？                                |
| 414    | 2019年3月4日   | 「漣漪效應」，英文怎表達？                                  |
| 415    | 2019年3月6日   | 英國國會投票時要分「左右」？                                |
| 416    | 2019年3月8日   | 凡事「插手」與「親力親為」，英文點形容？                    |
| 417    | 2019年3月11日  | 電商亞馬遜「展示肌肉」，甚麼意思？                          |
| 418    | 2019年3月13日  | 「貓頭鷹」及「百靈鳥」與睡眠有乜關係？                      |
| 419    | 2019年3月15日  | 「一步登天」，英文怎表達？                                  |
| 420    | 2019年3月18日  | 有電影導演為何以「蝴蝶結」表達創作意念？                    |
| 421    | 2019年3月20日  | 「時間無多」，英文怎說？                                    |
| 422    | 2019年3月22日  | 時裝界「老佛爺」死前經歷過「太陽下所有考驗」？              |
| 423    | 2019年3月25日  | 特朗普同金正恩傾唔掂數就「走路」？                          |
| 424    | 2019年3月27日  | 美國停擺為何導致官員成「月光族」？                          |
| 425    | 2019年3月29日  | 英文怎樣形容「西裝骨骨」？                                  |
| 426    | 2019年4月1日   | 愚人節要搞「惡作劇」，英文點講？                            |
| 427    | 2019年4月3日   | 形容一個人遇困境，要用「醃酸瓜」？                          |
| 428    | 2019年4月5日   | 「被人踩到上心口」，英文怎說？                              |
| 429    | 2019年4月8日   | 新西蘭槍擊案令人「扭腸」，甚麼意思？                        |
| 430    | 2019年4月10日  | 為何英國脫歐令歐盟「扯自己頭髮」？                          |
| 431    | 2019年4月12日  | 將「脫歐」問題「放上床」，係乜意思？                        |
| 432    | 2019年4月15日  | 係咪「冚埋個蓋」就可以保守秘密？                            |
| 433    | 2019年4月17日  | 英文點形容「雞蛋裡挑骨頭」？                                |
| 434    | 2019年4月19日  | 點解要「照亮」囊狀纖維化病人？                              |
| 435    | 2019年4月22日  | 「孤注一擲」為何與「雞蛋」有關？                            |
| 436    | 2019年4月24日  | 特朗普為何斥民主黨眾議院情報委員會主席「鉛筆頸」？          |
| 437    | 2019年4月26日  | 講大話同「一疋布」有咩關係？                                |
| 438    | 2019年4月29日  | 「Spin doctor」係咪醫生咁簡單？                             |
| 439    | 2019年5月1日   | 「轉彎抹角」英文怎說？                                      |
| 440    | 2019年5月3日   | 「不可思議」，為何與眉毛有關？                              |
| 441    | 2019年5月6日   | 「走法律罅」，英文點形容？                                  |
| 442    | 2019年5月8日   | 點解海洋垃圾增加會變成「無希望」？                          |
| 443    | 2019年5月10日  | 話人「拖泥帶水」，英文點講？                                |
| 444    | 2019年5月13日  | 議員安靜一點是議會「最重要的事」？                          |
| 445    | 2019年5月15日  | 「隔離飯香」，英文怎說？                                    |
| 446    | 2019年5月17日  | 英文怎樣形容「得把口講」？                                  |
| 447    | 2019年5月20日  | 點解「造假數」同煮食有關？                                  |
| 448    | 2019年5月22日  | 除「Brexit」外，英國脫歐還衍生甚麼新詞？                    |
| 449    | 2019年5月24日  | 「輕輕帶過」，英文點講？                                    |
| 450    | 2019年5月27日  | 「full-blown」是否解作「吹漲」？                            |
| 451    | 2019年5月29日  | 特朗普點解話貿易談判有「靚牌在手」？                        |
| 452    | 2019年5月31日  | 「金睛火眼」同鷹有何關係？                                  |
| 453    | 2019年6月3日   | 「月亮」點解可以形容「欣喜若狂」？                          |
| 454    | 2019年6月5日   | 「倒瀉豆」點解會「洩密」？                                  |
| 455    | 2019年6月7日   | 「騙子」英文怎說？\u3000                                    |
| 456    | 2019年6月10日  | 「避重就輕」，英文點講？                                    |
| 457    | 2019年6月12日  | 「煤氣燈」點解可以「操縱情感」？                            |
| 458    | 2019年6月14日  | 「No-brainer」是否解作「無腦」？                            |
| 459    | 2019年6月17日  | 「開門見山」，英文怎說？                                    |
| 460    | 2019年6月19日  | 「一絲不苟」同「梳」有咩關係？                              |
| 461    | 2019年6月21日  | 哪種鮮花可以形容「安樂窩」？                                |
| 462    | 2019年6月24日  | 阿桑奇洩密因而「撥鬆羽毛」，甚麼意思？                      |
| 463    | 2019年6月26日  | Regret跟apology，致歉程度有何分別？                         |
| 464    | 2019年6月28日  | 張超雄點解叫人「follow suit」？                             |
| 465    | 2019年7月1日   | 甚麼時候是「small hours」？                                 |
| 466    | 2019年7月3日   | 哪個聖經故事，有「以小博大」的含意？                        |
| 467    | 2019年7月5日   | 「搜刮黑材料」，英文怎說？                                  |
| 468    | 2019年7月8日   | 到底特朗普「眾目睽睽」下做了甚麼？                          |
| 469    | 2019年7月10日  | 「探囊取物」英文怎說？                                      |
| 470    | 2019年7月12日  | 「鐵釘」為何有「致命一擊」意思？                            |
| 471    | 2019年7月15日  | 特朗普被指「snowflake」甚麼意思？                           |
| 472    | 2019年7月17日  | 哪個英文諺語可形容「壽終正寢」？                            |
| 473    | 2019年7月19日  | 英文怎樣形容「放輕鬆」？                                    |
| 474    | 2019年7月22日  | 點解張建宗用「堅果殼」解釋逃犯條例？                        |
| 475    | 2019年7月24日  | 點樣形容「無心之失」？                                      |
| 476    | 2019年7月26日  | 為何審議撥款申請要「跨過我的屍體」？                        |
| 477    | 2019年7月29日  | 「人踩人」慘劇，英文怎說？                                  |
| 478    | 2019年7月31日  | 英國首相約翰遜上台後為何說「do or die」？                   |
| 479    | 2019年8月2日   | 「帽子上的羽毛」如何幫助特朗普競選連任？                    |
| 480    | 2019年8月5日   | 「如履薄冰」，英文怎說？                                    |
| 481    | 2019年8月7日   | 「傑克在盒子內」為何解作「故弄玄虛」？                      |
| 482    | 2019年8月9日   | 何君堯為甚麼說自己不是「馬後炮」？                          |
| 483    | 2019年8月12日  | 「金錢」點解可形容「準確無誤」？                            |
| 484    | 2019年8月14日  | 警隊前主管指警民關係未處「把牙膏放回去」階段，甚麼意思？    |
| 485    | 2019年8月16日  | 「接受魚餌」等如被騙上當？                                  |
| 486    | 2019年8月19日  | 英文可以點樣形容一個人「龜縮」？                            |
| 487    | 2019年8月21日  | 「持份者」，英文點講？                                      |
| 488    | 2019年8月23日  | 英國首相為何說脫歐後，英國有如「沉睡的巨人」？              |
| 489    | 2019年8月26日  | 「馬後炮」，英文怎說？                                      |
| 490    | 2019年8月28日  | 英文怎樣演繹「全力以赴」？                                  |
| 491    | 2019年8月30日  | 有報章形容香港機場早前出現「前所未見的破壞」，英文怎說？    |
| 492    | 2019年9月2日   | 英文怎形容「警黑合作」？                                    |
| 493    | 2019年9月4日   | 英國首相約翰遜上任後「打破常規」，英文怎說？                |
| 494    | 2019年9月6日   | 修訂《逃犯條例》引發的問題可否「快速解決」？                |
| 495    | 2019年9月9日   | 朗尼說會在比賽中「坐埋一邊」？                              |
| 496    | 2019年9月11日  | 「當軍人」與政府回應五大訴求有何關連？                      |
| 497    | 2019年9月13日  | 「腦袋彎曲」為何解作「難以置信」？                          |
| 498    | 2019年9月16日  | 極力「討價還價」，英文怎說？                                |
| 499    | 2019年9月18日  | 英文點講「放飛機」？                                        |
| 500    | 2019年9月20日  | 「排山倒海」同「雪崩」有何關係？                            |
| 501    | 2019年9月23日  | 林鄭月娥說要「保衛堡壘」，甚麼意思？                        |
| 502    | 2019年9月25日  | 「吹紅桑子」為何會看不起別人？                              |
| 503    | 2019年9月27日  | 英文「豬頭」為何解作「固執」？                              |
| 504    | 2019年9月30日  | 「走上這件事」就可以控制人類濫用抗生素？                    |
| 505    | 2019年10月2日  | 「異想天開」，英文點講？                                    |
| 506    | 2019年10月4日  | 英國首相約翰遜點解叫人「不要找藉口」？                      |
| 507    | 2019年10月7日  | 有市民指香港現時情況「騎虎難下」，英文點講？                |
| 508    | 2019年10月9日  | 文翠珊下議院開會「坐後排」，反映了甚麼 ？                   |
| 509    | 2019年10月11日 | 點解要用「夜與日」形容電子煙與香煙？                        |
| 510    | 2019年10月14日 | 話人「無良心」，英文怎說？                                  |
| 511    | 2019年10月16日 | 加拿大總理回應塗黑臉事件為何提及「糖衣」？                  |
| 512    | 2019年10月18日 | 形容一個人「慢半拍」，英文點講？                            |
| 513    | 2019年10月21日 | 港鐵主席稱要「耷低個頭」，甚麼意思？                        |
| 514    | 2019年10月23日 | 年過半百女演員將「被放到牧場」，甚麼意思？                  |
| 515    | 2019年10月25日 | 為何「芝士」可以形容「大人物」？                            |
| 516    | 2019年10月28日 | 英文如何表達「電光火石」間作決定？                          |
| 517    | 2019年10月30日 | 「搶盡鋒頭」，英文怎說？                                    |
| 518    | 2019年11月1日  | 女子「on the shelf」甚麼意思？                              |
| 519    | 2019年11月4日  | 演員「爆肚」，英文點講？                                    |
| 520    | 2019年11月6日  | 英文「跑桌子」，點解有「必勝」意思？                        |
| 521    | 2019年11月8日  | 特朗普指彈劾調查如「袋鼠法庭」，甚麼意思？                  |
| 522    | 2019年11月11日 |                                                             |
| 523    | 2019年11月13日 | 特朗普話NBA「無腰骨」，英文點講？                           |
| 524    | 2019年11月15日 |                                                             |
| 525    | 2019年11月18日 | 「全力以赴」，英文怎說？                                    |
| 526    | 2019年11月20日 | 怎樣用英文形容一個人「緊貼潮流」？                          |
| 527    | 2019年11月22日 | 點樣用英文叫人「言歸正傳」？                                |
| 528    | 2019年11月25日 | 形容事情「泡湯」，英文怎說？                                |
| 529    | 2019年11月27日 | 英國王妃凱特訪巴基斯坦，令誰「嘆為觀止」？                  |
| 530    | 2019年11月29日 | 「咬緊牙關」與「子彈」有何關係？                            |
| 531    | 2019年12月2日  | 「功虧一簣」，英文點講？                                    |
| 532    | 2019年12月4日  | 英國近年處理對美關係「貓步走」，甚麼意思？                  |
| 533    | 2019年12月6日  | 英文「堅持己見」為何與「鞋踭」有關？                        |
| 534    | 2019年12月9日  | 英國首相為何形容脫歐協議是「藍色的彼得」？                  |
| 535    | 2019年12月11日 | 哪種動物可形容「瘋狂駕駛」？                                |
| 536    | 2019年12月13日 | 查證事實真假，英文怎說？                                    |
| 537    | 2019年12月16日 | 英文怎樣形容朋友「很有地位」？                              |
| 538    | 2019年12月18日 | 英文用語「舌頭放到臉頰」，甚麼意思？                        |
| 539    | 2019年12月20日 | 「喜怒不形於色」，英文點講？                                |
| 540    | 2019年12月23日 | 「不自量力」，英文怎說？                                    |
| 541    | 2019年12月25日 | 英文「對自己不利」，原來與「聖誕節」有關？                  |
| 542    | 2019年12月27日 | 「欣然接受」又關「下巴」事？                                |
| 543    | 2019年12月30日 | 特朗普叫歐洲「開始行動」，為何說成「站上碟子」？            |
| 2020年 |                |                                                             |
| 544    | 2020年1月1日   | 「扭轉形勢」為何與「海浪」有關？                            |
| 545    | 2020年1月3日   | 「一物換一物」，英文怎說？                                  |
| 546    | 2020年1月6日   | 英國首相說「把襪子塞進大聲公」，甚麼意思？                  |
| 547    | 2020年1月8日   | 英文怎樣形容「一隻手掌拍不響」？                            |
| 548    | 2020年1月10日  | 原來玩遊戲可形容一個人「靠運氣」？                          |
| 549    | 2020年1月13日  | 華為指遭美國限制「難以接受」，英文怎說？                    |
| 550    | 2020年1月15日  | 美國共和黨員指彈劾調查是「Star chamber」，有何意思？        |
| 551    | 2020年1月17日  | 「抽絲剝繭」，英文點講？                                    |
| 552    | 2020年1月20日  | 「出類拔萃」又關「蜜蜂膝頭」事？                            |
| 553    | 2020年1月22日  | 賽車手咸美頓以「九層雲」形容勝出賽事，甚麼意思？            |
| 554    | 2020年1月24日  | 「Greenwash」真正含意是甚麼？                               |
| 555    | 2020年1月27日  | 哪句與老鼠有關的慣用語可形容「鬥智鬥力」？                  |
| 556    | 2020年1月29日  | 「滿腔熱誠」，英文怎說？                                    |
| 557    | 2020年1月31日  | 英文點樣稱讚對方係「得力助手」？                            |
| 558    | 2020年2月3日   | 「Stand down、stand in、stand out」分別有何意思？           |
| 559    | 2020年2月5日   | 英文如何表達「無可奈何」？                                  |
| 560    | 2020年2月7日   | 「Long in the tooth」為何形容「年紀大」？                   |
| 561    | 2020年2月10日  | 「油膩的湯匙」點解形容平價食店？                            |
| 562    | 2020年2月12日  | 「人見目前，天見久遠」英文怎說？                            |
| 563    | 2020年2月14日  | 怎樣形容一對情侶「天生一對」？                              |
| 564    | 2020年2月17日  | 形容一個人辦事「非常迅速」，英文點講？                      |
| 565    | 2020年2月19日  | 新一年怎樣以英文稱呼「荷蘭」？                              |
| 566    | 2020年2月21日  | 「大海撈針」，英文怎說？                                    |
| 567    | 2020年2月24日  | 印度樂施會行政總裁為何提到「空口講白話」？                  |
| 568    | 2020年2月26日  | 為何有倫敦居民說哈里王子夫婦「扭英女王手臂」？              |
| 569    | 2020年2月28日  | 原來「焗蛋糕」可以形容做事「考慮不周」？                    |
| 570    | 2020年3月2日   | 英文如何形容「黑心推銷員」欺騙消費者？                      |
| 571    | 2020年3月4日   | 形容一個人「充滿男子氣概」，英文點講？                      |
| 572    | 2020年3月6日   | 「隨遇而安」，英文怎說？                                    |
| 573    | 2020年3月9日   | 「江山易改，本性難移」，英文有冇類似諺語？                  |
| 574    | 2020年3月11日  | 歐盟代表為何以「不用再見」一詞向英國告別？                  |
| 575    | 2020年3月13日  | 形容「怪事接連發生」，與《愛麗絲夢遊仙境》有關？            |
| 576    | 2020年3月16日  | 「左右做人難」，英文點講？                                  |
| 577    | 2020年3月18日  | Unbalance指「失去平衡」，英文還可怎說？                     |
| 578    | 2020年3月20日  | 世衞總幹事為何說對抗新冠肺炎要與「影子打拳」？              |
| 579    | 2020年3月23日  | Fruitcake 點解與「瘋狂」扯上關係？                          |
| 580    | 2020年3月25日  | 「一線希望」，英文點講？                                    |
| 581    | 2020年3月27日  | 英文如何形容「幽閉煩躁症」？                                |
| 582    | 2020年3月30日  | 坐「山頂位」跟「流鼻血」有何關係？                          |
| 583    | 2020年4月1日   | 「錦上添花」，英文怎說？                                    |
| 584    | 2020年4月3日   | 一個人立場搖擺原來可以用「人字拖」形容？                    |
| 585    | 2020年4月6日   | 為何投資者「跑山」，代表套現離場？                          |
| 586    | 2020年4月8日   | 球隊阿士東維拉點解被「write off」？                         |
| 587    | 2020年4月10日  | 「扮可憐、博同情」，為何與小提琴有關？                      |
| 588    | 2020年4月13日  | 「盡力而為」，英文怎說？                                    |
| 589    | 2020年4月15日  | 將棒球打到「左場」，為何解作「出乎意料」？                  |
| 590    | 2020年4月17日  | 即興「爆肚」，英文點講？                                    |
| 591    | 2020年4月20日  | 英文如何形容「氣氛凝重」？                                  |
| 592    | 2020年4月22日  | 「實牙實齒」英文說法，為何與「石頭」有關？                  |
| 593    | 2020年4月24日  | 為何「黑天鵝」會用來形容意想不到的事？                      |
| 609    | 2020年6月1日   | 「恍然大悟」英文怎說？                                      |
| 610    | 2020年6月3日   | 英文如何形容「好食好住」的富裕人士？                        |
| 611    | 2020年6月5日   | 新西蘭總理談新冠肺炎防疫工作為何提到「未走出森林」？        |
| 612    | 2020年6月8日   | Wheelhouse等於「在行」？                                    |
| 613    | 2020年6月10日  | 「以其人之道，還治其人之身」英文怎說？                      |
| 614    | 2020年6月12日  | 英文「麵包和牛油」為何與收入有關？                          |
| 615    | 2020年6月15日  | 「半途而廢」點解又關上堂事？                                |
| 616    | 2020年6月17日  | 「難以置信」，英文點講？                                    |
| 617    | 2020年6月19日  | 「Go bust」及「get busted」有何分別？                       |
| 618    | 2020年6月22日  | 新西蘭提議與澳洲建「旅遊氣泡」，甚麼意思？                  |
| 619    | 2020年6月24日  | 英文怎形容「靈丹妙藥」及「一勞永逸」？                      |
| 620    | 2020年6月26日  | 想抖抖氣放鬆，需要「放出蒸氣」？                            |
| 621    | 2020年6月29日  | 特朗普談確診新冠肺炎人數，為何說美國「自己上課」？          |
| 622    | 2020年7月1日   | 形容一個人「不在狀態」，英文怎說？                          |
| 623    | 2020年7月3日   | 英文諺語以哪種動物毛形容「模糊不清」的事？                  |
| 624    | 2020年7月6日   | 「捉襟見肘」英文點講？                                      |
| 625    | 2020年7月8日   | 英文怎形容年輕人「全情投入」，為香港付出？                  |
| 626    | 2020年7月10日  | 「自食其果」，英文點講？                                    |
| 627    | 2020年7月13日  | 英文怎形容「不切實際」？                                    |
| 628    | 2020年7月15日  | 英揆為何不「mark down」卡明斯？                             |
| 629    | 2020年7月17日  | 疫情下英國有公司安排「 骷髏員工」接待顧客？                 |
| 630    | 2020年7月20日  | 傳媒如何解釋印度追上中美經濟水平的現象？                    |
| 631    | 2020年7月22日  | 話人「工作馬虎」，美式俗語怎說？                            |
| 632    | 2020年7月24日  | 譚惠珠為何以「釀製」形容制訂《港區國安法》進度？            |
| 633    | 2020年7月27日  | 「駱駝背上的稻草」為何解作「導火線」？                      |
| 634    | 2020年7月29日  | 英文「鳥巢蛋」點解有「儲蓄」意思？                          |
| 635    | 2020年7月31日  | 「捉襟見肘」，英文怎說？                                    |
| 636    | 2020年8月3日   | 英文「沼澤泥濘」，何解有身陷困境意思？                      |
| 637    | 2020年8月5日   | 「Litmus test」如何應用於防疫？                             |
| 638    | 2020年8月7日   | 「Jones」除姓氏外，還有甚麼意思？                           |
| 639    | 2020年8月10日  | 拜登為何指責特朗普「坐以待斃」？                            |
| 640    | 2020年8月12日  | 「輕而易舉」，英文點講？                                    |
| 641    | 2020年8月14日  | 英文怎形容「社交高手」？                                    |
| 642    | 2020年8月17日  | 為甚麼加強網絡安全要「吃牛肉」？                            |
| 643    | 2020年8月19日  | 「歸根究柢」，英文怎說？                                    |
| 644    | 2020年8月21日  | 為何英文「讓他們吃蛋糕」，解作「事不關己」？                |
| 645    | 2020年8月24日  | 疫情下到處封關，儼如「死胡同」？                            |
| 646    | 2020年8月26日  | 「把兔子從帽拔出」，等同「驚喜」意思？                      |
| 647    | 2020年8月28日  | 英文怎樣形容「行事魯莽」及「頭腦冷靜」？                    |
| 648    | 2020年8月31日  | 「同甘共苦」，英文諺語怎說？                                |
| 649    | 2020年9月2日   | 為何會用「抬起頭和肩膊」形容鶴立雞群？                      |
| 650    | 2020年9月4日   | 一級方程式車手咸美頓如何形容「心驚膽顫」？                  |
| 651    | 2020年9月7日   | 「One-horse」意思點止「一匹馬」咁簡單？                     |
| 652    | 2020年9月9日   | 哪些英文用字形容「冒牌貨」？                                |
| 653    | 2020年9月11日  | Shoulder season是甚麼季節？                                 |
| 654    | 2020年9月14日  | 英文怎形容「事情順利」？                                    |
| 655    | 2020年9月16日  | 英文諺語怎形容「化腐朽為神奇」？                            |
| 656    | 2020年9月18日  | 蔡英文叫民眾「Take stock」，甚麼意思？                      |
| 657    | 2020年9月21日  | 英國首相「a stone down」，減磅多少？                        |
| 658    | 2020年9月23日  | 形容兩個人「興趣相近」，為何與「豆」有關？                  |
| 659    | 2020年9月25日  | 「坐視不理」，英文點講？                                    |
| 660    | 2020年9月28日  | 演員奇洛李維斯電影中有甚麼「艱難任務」？                    |
| 661    | 2020年9月30日  | Pink slips點解會係「大信封」？                              |
| 662    | 2020年10月2日  | 疫情下「勉強維持生計」，英文怎說？                          |
| 663    | 2020年10月5日  | 佩洛西疫情下理髮，為何被指「虛偽」？                        |
| 664    | 2020年10月7日  | 英國外相就脫歐貿易談判，為何要「清算」歐盟？                |
| 665    | 2020年10月9日  | 如何形容部分國家抗疫顯「優勢」？                            |
| 666    | 2020年10月12日 | 「隨機應變」點解關耳朵事？                                  |
| 667    | 2020年10月14日 | 外交官提到中澳關係，為何要讓「小狗躺下」？                  |
| 668    | 2020年10月16日 | 特朗普被指「play down」新冠肺炎疫情嚴重性？                 |
| 669    | 2020年10月19日 | 「每況愈下」，英文點講？                                    |
| 670    | 2020年10月21日 | 講解多個與「pass」有關用語                                  |
| 671    | 2020年10月23日 | eat your words等於「食言」？                                |
| 672    | 2020年10月26日 | 英國首相如何提醒國民防疫要「及時行動」？                    |
| 673    | 2020年10月28日 | 「偷工減料」，英文怎說？                                    |
| 674    | 2020年10月30日 | 拜登為何說特朗普應對疫情「拋毛巾」？                        |
| 675    | 2020年11月2日  | 介紹與「雞蛋」有關的英文諺語                                |
| 676    | 2020年11月4日  | 「禍不單行」為何與下雨有關？                                |
| 677    | 2020年11月6日  | 新冠肺炎死亡人數為何跟特朗普「手表」有關？                  |
| 678    | 2020年11月9日  | 英文怎形容政府「強推政策」？                                |
| 679    | 2020年11月11日 | 為何英文「逃避現實」與「駝鳥」有關？                        |
| 680    | 2020年11月13日 | 如何避免讀錯「try your best」？                             |
| 681    | 2020年11月16日 | 「直至牛隻回家」，即係幾耐？                                |
| 682    | 2020年11月18日 | 拜登如何形容特朗普「神智不清」？                            |
| 683    | 2020年11月20日 | 「再度嘗試」為何與「裂紋」有關？                            |
| 684    | 2020年11月23日 | 如何靠「廚房鋅盤」控制疫情？                                |
| 685    | 2020年11月25日 | 拜登如何質疑特朗普政治訊息有歧視成分？                      |
| 686    | 2020年11月27日 | 英文哪句諺語可形容「盡力而為」？                            |
| 687    | 2020年11月30日 | 美國司法部警告谷歌，點解要「向船頭附近開槍」？              |
| 688    | 2020年12月2日  | 「Speak volumes」竟然不需用說話表達？                       |
| 689    | 2020年12月4日  | 「斤斤計較」，英文點講？                                    |
| 690    | 2020年12月7日  | 「眨眼」原來有「無動於衷」的意思？                          |
| 691    | 2020年12月9日  | 美國大選後一起「埋掉斧頭」，代表甚麼？                      |
| 692    | 2020年12月11日 | 點解「穿上大男孩褲子」解作「成熟」？                        |
| 693    | 2020年12月14日 | 英文「自找麻煩」，與哪種動物有關？                          |
| 694    | 2020年12月16日 | 「Floored me」除解作被擊倒，還有甚麼意思？                  |
| 695    | 2020年12月18日 | 隨機應變克服困難，英文怎說？                                |
| 696    | 2020年12月21日 | 英國疫苗專家為何提到「玫瑰色的眼鏡」？                      |
| 697    | 2020年12月23日 | 「打擊士氣」，英文怎說？                                    |
| 698    | 2020年12月25日 | 「聖誕節早到」，是哪種心情？                                |
| 699    | 2020年12月28日 | 聖誕應節植物槲寄生為何稱為「接吻植物」？                    |
| 700    | 2020年12月30日 | 「有志者事竟成」，英文怎說？                                |
| 2021年 |                |                                                             |
| 701    | 2021年1月1日   | 社區內的「湯廚房」為誰供應食物？                            |
| 702    | 2021年1月4日   | 「減低疫情帶來的傷害」，英文怎演繹？                        |
| 703    | 2021年1月6日   | F1車手咸美頓訪問中如何形容自己「離題」？                    |
| 704    | 2021年1月8日   | 美國醫生為何用「鞋跟」形容疫情浪接浪？                      |
| 705    | 2021年1月11日  | 「You sold me」是否解作你出賣我？                           |
| 706    | 2021年1月13日  | 澳洲總理點樣形容「打疫苗」？                                |
| 707    | 2021年1月15日  | 「替小豬塗口紅」解作「整色整水」？                          |
| 708    | 2021年1月18日  | 拜登形容美國疫情面臨「牙齒危機」，甚麼意思？                |
| 709    | 2021年1月20日  | 倫敦市民為何指脫歐安排有「魚腥味」？                        |
| 710    | 2021年1月22日  | 「doubting Thomas」形容甚麼性格？                           |
| 711    | 2021年1月25日  | 「掌握竅門」點解關「衣架」事？                              |
| 712    | 2021年1月27日  | 「耿耿於懷」，英文點講？                                    |
| 713    | 2021年1月29日  | 形容一個人「11時」才工作，即係幾時？                        |
| 714    | 2021年2月1日   | 美國醫護為何用「土撥鼠日」形容抗疫日子？                    |
| 715    | 2021年2月3日   | 「上樑不正下樑歪」，英文怎說？                              |
| 716    | 2021年2月5日   | 美國醫生形容研發疫苗速度「斷頸」，即係幾快？                |
| 717    | 2021年2月8日   | 為何「雷暴天氣」與度過難關有關？                            |
| 718    | 2021年2月10日  | 特朗普怎樣呼籲示威者不要「墮入圈套」？                      |
| 719    | 2021年2月12日  | 印度報章為何形容特朗普像「公牛」？                          |
| 720    | 2021年2月15日  | 店舖不要「鐘聲和口哨聲」，可更環保？                        |
| 721    | 2021年2月17日  | 「家庭式經營」小店，英文怎說？                              |
| 722    | 2021年2月19日  | 「分身乏術」，英文點講？                                    |
| 723    | 2021年2月22日  | 哪句英文慣用語可形容「我不在乎」？                          |
| 724    | 2021年2月24日  | 支持者對偶像「染羊毛」，甚麼意思？                          |
| 725    | 2021年2月26日  | 英文有哪些關於「骨頭」的慣用語？                            |
| 726    | 2021年3月1日   | 美國衝擊國會事件竟與「耕種」有關聯？                        |
| 727    | 2021年3月3日   | 「一下子」輸掉身家，英文點講？                              |
| 728    | 2021年3月5日   | 為何「聞玫瑰花」可令人放鬆下來？                            |
| 729    | 2021年3月8日   | 美國參議員點樣形容國家「分裂」？                            |
| 730    | 2021年3月10日  | 「群策群力」對抗疫情，英文怎說？                            |
| 731    | 2021年3月12日  | 「不可或缺」，英文點講？                                    |
| 732    | 2021年3月15日  | 美國有民眾說「跳過機會」，她想打疫苗嗎？                    |
| 733    | 2021年3月17日  | 英文慣用語「你漂流了嗎？」有甚麼意思？                      |
| 734    | 2021年3月19日  | 為甚麼有運動員覺得疫情下「被收費」？                        |
| 735    | 2021年3月22日  | 為何拜登說中國會「吃掉美國午餐」？                          |
| 736    | 2021年3月24日  | 廣東話俗語「起雞皮」，英文怎說？                            |
| 737    | 2021年3月26日  | 小狗搖尾如何能「轉移視線」？                                |
| 738    | 2021年3月29日  | 「Average Joe」所指的是甚麼人？                             |
| 739    | 2021年3月31日  | 英國外相藍韜文為何不贊成「毛毯禁令」？                      |
| 740    | 2021年4月2日   | 白宮新冠疫情首席顧問談及疫情點解提到「薑」？                |
| 741    | 2021年4月5日   | 美國紐約州長面對眾議員為何要「咬著舌頭」？                  |
| 742    | 2021年4月7日   | 「愛屋及烏」，英文點講？                                    |
| 743    | 2021年4月9日   | 科莫面對性騷擾醜聞，為何不向「取消文化」低頭？              |
| 744    | 2021年4月12日  | 英文如何形容「喜怒不形於色」？                              |
| 745    | 2021年4月14日  | 「抓住牛角」是甚麼意思？                                    |
| 746    | 2021年4月16日  | 解決邊境難民問題，為何要「邊咬香口膠邊走路」？              |
| 747    | 2021年4月19日  | 高球手談及賽事取消，為何提到「吃車厘子」？                  |
| 748    | 2021年4月21日  | 在「信封後面計算」，是甚麼計算方法？                        |
| 749    | 2021年4月23日  | Hit it off不是打交，反而是指「一拍即合」？                  |
| 750    | 2021年4月26日  | 梅根的父親為何以「鬼魂」形容女兒？                          |
| 751    | 2021年4月28日  | 「希臘文」與難以理解有何關係？                              |
| 752    | 2021年4月30日  | 英文如何形容「情況多壞，總有人得益」？                      |
| 753    | 2021年5月3日   | 「仇外主義」，英文怎說？                                    |
| 754    | 2021年5月5日   | 外國有超市員工上載片段，為何令人「捧腹大笑」？              |
| 755    | 2021年5月7日   | 為何「麵包贏家」會成為家庭經濟支柱？                        |
| 756    | 2021年5月10日  | 為甚麼「風」能令人「重新振作」？                            |